# Samas
Samas (en basc Samatze, en francès i oficialment Sames), és un municipi del Bearn, tot i que històricament va formar part de la Baixa Navarra, un dels set territoris del País Basc. Administrativament pèrtany al departament dels Pirineus Atlàntics i a la regió de la Nova Aquitània. Limita amb les comunes de Sainte-Marie-de-Gosse, Port-de-Lanne i Orthevielle (Landes), al nord, Gixune a l'oest i Hastingues (Landes) a l'est i al sud.

## Demografia
| Evolució de la població |      |      |      |      |      |      |      |      |
| 1793                    | 1800 | 1806 | 1821 | 1831 | 1836 | 1841 | 1846 | 1851 |
| 780                     | 857  | 891  | 857  | 903  | 927  | 901  | 954  | 882  |

| 1856 | 1861 | 1866 | 1872 | 1876 | 1881 | 1886 | 1891 | 1896 |
| ---- | ---- | ---- | ---- | ---- | ---- | ---- | ---- | ---- |
| 839  | 867  | 887  | 891  | 877  | 815  | 793  | 780  | 811  |

| 1901 | 1906 | 1911 | 1921 | 1926 | 1931 | 1936 | 1946 | 1954 |
| ---- | ---- | ---- | ---- | ---- | ---- | ---- | ---- | ---- |
| 831  | 830  | 770  | 635  | 582  | 601  | 543  | 536  | 545  |

| 1962 | 1968 | 1975 | 1982 | 1990 | 1999 | 2006 | 2011 | 2016 |
| ---- | ---- | ---- | ---- | ---- | ---- | ---- | ---- | ---- |
| 460  | 443  | 422  | 424  | 378  | 387  | -    | -    | -    |

| 2019 | - | - | - | - | - | - | - | - |
| ---- | - | - | - | - | - | - | - | - |
| -    | - | - | - | - | - | - | - | - |

## Administració
| Data d'elecció                               | Identitat      | Qualitat |
| -------------------------------------------- | -------------- | -------- |
| Les dades anteriors a 1995 són desconegudes. |                |          |
| 1995                                         | André Lassalle |          |
| 2001                                         | André Lassalle |          |